# Konstantin Konstantinovič Romanov (1891-1918)
Il principe Konstantin Konstantinovič Romanov in russo Константин Константиович Романов? (San Pietroburgo, 1º gennaio 1891 – Alapaevsk, 18 luglio 1918), in famiglia detto Kostia, era il quarto figlio del granduca Konstantin Konstantinovič e della granduchessa Elizaveta Mavrikievna.

## Biografia

### Giovinezza ed educazione
Il Principe era una persona silenziosa e timida, istruita nel Corpo dei paggi, l'Accademia Militare di San Pietroburgo, come suo fratello Igor' Konstantinovič. Servì da ufficiale durante la prima guerra mondiale e un sacerdote che lo incontrò al fronte, l'egumeno Seraphim, scrisse: "Era un ufficiale estremamente modesto delle Guardie del Reggimento Ismailovsky, molto caro agli ufficiali e ai soldati; insieme a loro fu un soldato coraggioso che si distinse. Mi ricordo di averlo visto personalmente nelle trincee fra i soldati, rischiando la sua vita."

### Trattative matrimoniali
Dopo che i suoi fratelli maggiori Ivan Konstantinovič e Tatiana Konstantinovna si furono felicemente coniugati, sorse in lui il desiderio di farsi una famiglia. Il suo interesse si appuntò verso la figlia maggiore dello zar, la granduchessa Olga, il miglior partito di Russia, ma anche verso la principessa Elisabetta di Romania. La nonna della giovane, nata granduchessa Maria Aleksandrovna, scrisse nel 1911 alla figlia Maria, allora Principessa ereditaria di Romania, che "il giovane Kostia ora è preda della paura che ella sarà strappata via, come dice, prima che abbia fatto bena la sua conoscenza. Il giovane sembra realmente abbastanza piacevole, è molto ben voluto nel suo reggimento e assieme sono stati veramente bene. È un ragazzo pieno di vita … se non avete niente contro questo giovane che sta per venire a farvi una visita, telegrafatemi." Tuttavia l'idillio non si concluse per motivi politici, poiché suo fratello Ivan aveva sposato Elena di Serbia, e Kostia non fece in tempo a trovare una moglie.

### Rivoluzione russa e morte
Dopo la presa del potere da parte dei bolscevichi, il 4 aprile 1918 Kostia fu arrestato ed esiliato negli Urali. Il 18 luglio dello stesso anno, ad Alapaevsk, fu crudelmente giustiziato insieme alla zia Elizaveta Fëdorovna, allo zio granduca Sergej Michailovič, ai suoi fratelli principi Igor' Konstantinovič e Ivan Konstantinovič, al cugino Vladimir Pavlovič Paley, a Fëdor Remez (segretario del granduca) ed a Varvara Jakovleva, una suora del convento di Mosca, compagna di Elizaveta Fëdorovna.
Furono tutti portati all'interno della foresta presso una miniera abbandonata, bastonati e lasciati agonizzanti al suo interno. I loro corpi, recuperati dall'Armata Bianca, furono dopo mesi sepolti nel cimitero ortodosso di Pechino, andato poi distrutto durante la Rivoluzione Culturale.

## Ascendenza
|                                   |                               |                                   | Genitori                                    |  |  | Nonni |  |  | Bisnonni           |  |  | Trisnonni         |  |
|                                   |                               |                                   |                                             |  |  |       |  |  | Nicola I di Russia |  |  | Paolo I di Russia |  |
|                                   |                               |                                   |                                             |  |  |       |  |  | Nicola I di Russia |  |  | Paolo I di Russia |  |
|                                   |                               | Sofia Dorotea di Württemberg      |                                             |  |  |       |  |  | Nicola I di Russia |  |  |                   |  |
| Konstantin Nikolaevič Romanov     |                               |                                   |                                             |  |  |       |  |  | Nicola I di Russia |  |  |                   |  |
|                                   |                               | Carlotta di Prussia               | Federico Guglielmo III di Prussia           |  |  |       |  |  |                    |  |  |                   |  |
|                                   |                               | Carlotta di Prussia               | Federico Guglielmo III di Prussia           |  |  |       |  |  |                    |  |  |                   |  |
|                                   |                               | Carlotta di Prussia               | Luisa di Meclemburgo-Strelitz               |  |  |       |  |  |                    |  |  |                   |  |
| Konstantin Konstantinovič Romanov |                               | Carlotta di Prussia               |                                             |  |  |       |  |  |                    |  |  |                   |  |
|                                   |                               | Giuseppe di Sassonia-Altenburg    | Federico di Sassonia-Altenburg              |  |  |       |  |  |                    |  |  |                   |  |
|                                   |                               | Giuseppe di Sassonia-Altenburg    | Federico di Sassonia-Altenburg              |  |  |       |  |  |                    |  |  |                   |  |
|                                   |                               | Giuseppe di Sassonia-Altenburg    | Carlotta di Meclemburgo-Strelitz            |  |  |       |  |  |                    |  |  |                   |  |
| Alessandra di Sassonia-Altenburg  |                               | Giuseppe di Sassonia-Altenburg    |                                             |  |  |       |  |  |                    |  |  |                   |  |
|                                   |                               | Amalia di Württemberg             | Ludovico Federico Alessandro di Württemberg |  |  |       |  |  |                    |  |  |                   |  |
|                                   |                               | Amalia di Württemberg             | Ludovico Federico Alessandro di Württemberg |  |  |       |  |  |                    |  |  |                   |  |
|                                   |                               | Amalia di Württemberg             | Enrichetta di Nassau-Weilburg               |  |  |       |  |  |                    |  |  |                   |  |
| Konstantin Konstantinovič Romanov |                               | Amalia di Württemberg             |                                             |  |  |       |  |  |                    |  |  |                   |  |
|                                   | Giorgio di Sassonia-Altenburg | Federico di Sassonia-Altenburg    |                                             |  |  |       |  |  |                    |  |  |                   |  |
|                                   | Giorgio di Sassonia-Altenburg | Federico di Sassonia-Altenburg    |                                             |  |  |       |  |  |                    |  |  |                   |  |
|                                   | Giorgio di Sassonia-Altenburg | Carlotta di Meclemburgo-Strelitz  |                                             |  |  |       |  |  |                    |  |  |                   |  |
| Maurizio di Sassonia-Altenburg    | Giorgio di Sassonia-Altenburg |                                   |                                             |  |  |       |  |  |                    |  |  |                   |  |
|                                   |                               | Maria di Meclemburgo-Schwerin     | Federico Ludovico di Meclemburgo-Schwerin   |  |  |       |  |  |                    |  |  |                   |  |
|                                   |                               | Maria di Meclemburgo-Schwerin     | Federico Ludovico di Meclemburgo-Schwerin   |  |  |       |  |  |                    |  |  |                   |  |
|                                   |                               | Maria di Meclemburgo-Schwerin     | Elena Pavlovna Romanova                     |  |  |       |  |  |                    |  |  |                   |  |
| Elisabetta di Sassonia-Altenburg  |                               | Maria di Meclemburgo-Schwerin     |                                             |  |  |       |  |  |                    |  |  |                   |  |
|                                   |                               | Bernardo II di Sassonia-Meiningen | Giorgio I di Sassonia-Meiningen             |  |  |       |  |  |                    |  |  |                   |  |
|                                   |                               | Bernardo II di Sassonia-Meiningen | Giorgio I di Sassonia-Meiningen             |  |  |       |  |  |                    |  |  |                   |  |
|                                   |                               | Bernardo II di Sassonia-Meiningen | Luisa Eleonora di Hohenlohe-Langenburg      |  |  |       |  |  |                    |  |  |                   |  |
| Augusta di Sassonia-Meiningen     |                               | Bernardo II di Sassonia-Meiningen |                                             |  |  |       |  |  |                    |  |  |                   |  |
|                                   |                               | Maria Federica d'Assia-Kassel     | Guglielmo II d'Assia                        |  |  |       |  |  |                    |  |  |                   |  |
|                                   |                               | Maria Federica d'Assia-Kassel     | Guglielmo II d'Assia                        |  |  |       |  |  |                    |  |  |                   |  |
|                                   |                               | Maria Federica d'Assia-Kassel     | Augusta di Prussia                          |  |  |       |  |  |                    |  |  |                   |  |
|                                   |                               | Maria Federica d'Assia-Kassel     |                                             |  |  |       |  |  |                    |  |  |                   |  |